# Antonio Parras
Antonio Parras, de son nom complet Juan Antonio Parras Monlat, est un dessinateur espagnol de bande dessinée, né le 4 février 1929 à Barcelone et mort le 29 mai 2010 à Paris 13e.

## Biographie
Antonio Parras est né à Barcelone le 2 février 1929.
À ses débuts, il est retoucheur dans une imprimerie. Il effectue ses premiers travaux de dessin pour les éditions De Haro, ainsi que pour le journal El Globo, en 1950.
Après son départ d’Espagne pour la France en 1955, il réalise des illustrations publiées dans différentes revues : Line, Sonia, Bonjour bonheur, Ici-Paris… Il dessine de courtes bandes dessinées didactiques pour Le Journal de Spirou (Les Belles Histoires de l’oncle Paul), Pilote (Ivanhoé, 1960), ou Tintin (Chinatown, 1975).
Antonio Parras a illustré de très nombreuses couvertures pour des journaux jeunesse, dont Line (1957-1958), Vaillant (1959-1963) et Pilote (1962-1987) et  la plupart des couvertures des collections Leur aventure et L'Aventure aujourd'hui (Éditions J'Ai Lu)  et est également l’auteur des couvertures pour les romans Bob Morane  de 1 à 34 (Librairie des Champs-Élysées).
En tant que dessinateur de bande dessinée, sa première grande série, Les Inoxydables, est pré-publiée dans Charlie Mensuel puis éditée chez Dargaud. Elle se déroule dans le Chicago des années 1920, à l’époque de la prohibition. Parras a également dessiné Le Lièvre de Mars, série à la fois fantastique et d’espionnage, sur un scénario de Patrick Cothias ; le volume deux reçoit l'Alph-Art du scénario au festival d'Angoulême en 1995. Sa dernière œuvre publiée est le thriller steampunk Le Méridien des brumes écrit par Erik Juszezak,.
Il meurt le 2 juin 2010 à Paris.

## Albums
- Tu n’es pas le Bon Dieu petit Chinois (scénario de Guy Vidal, éd. Dargaud, 1981)
- Les Grands Capitaines (scénario de Jean Sanitas, éd. Dargaud)
  - 3. Lénine en octobre (1982)
  - 9. De Valera – Les Pâques sanglantes (1984)
- Les Inoxydables (scénario de Víctor Mora, éd. Dargaud)
  1. Les Inoxydables (1984)
  2. Chang-Haï luxury (1985)
  3. La Croisière des filles perdues (1986)
  4. Le Soutien-gorge bleu (1988)
  5. Rio, diamants, vaudou (1989)
- La Dernière Lune (scénario de Serge Le Tendre et Rodolphe, éd. du Lombard, 1993)
- Le Lièvre de Mars (scénario de Patrick Cothias, éd. Glénat)
  1. (1993)
  2. (1994)
  3. (1995)
  4. (1996)
  5. (1997)
  6. (1998)
  7. (2000)
- Le Méridien des brumes (scénario d’Erik Juszezak, éd. Dargaud)
  1. Aubes pourpres (2003)[9]
  2. Saba (2007)
- Les Mystères de Chinatown (scénario de François Truchaud, éd. du Taupinambour, 2011)

## Illustrations
- Olivier Twist de Charles Dickens. Éditions Dargaud, Collection « Lecture et Loisir » no 256, 1979
- Le Petit Chose d’Alphonse Daudet. Éditions Dargaud, Collection « Lecture et Loisir » no 270, 1980
- La Case de l'oncle Tom d'Harriet Beecher Stowe. Éditions Dargaud, Collection « Lecture et Loisir » no 283, 1980